# Димитрије Коњовић
Димитрије Коњовић (Станишић, 31. децембар 1888 — Београд, 5. јануар 1982) био је некадашњи пилот, поморски официр и чувени српски индустријалац, оснивач Фабрике авиона Икарус.

## Биографија
Потиче из угледне породице учитеља Павла Коњовића. Његов старији брат био је угледни српски композитор Петар Коњовић, а брат од стрица познати сликар Милан Коњовић. По завршеној основној школи у Станишићу, завршава мађарску гимназију у Сомбору, и као стипендиста црквене општине Димитрије Коњовић је похађао престижну аустроугарску Поморску академију у Ријеци.
Данас није познато у којој је кући и улици живео у Станишићу, као и то да у његовом родном селу не постоји улица са његовим именом.

### Радна биографија
После четворогодишњег школовања у академији и усавршавања на различитим типовима бродова, пловио је по Медитерану и удаљеним океанима. Током тих путовања истакао се као навигациони официр, па му је поверена дужност навигатора ескадре а затим и већих флотних састава. Први светски рат затекао га је као поморског официра у Аустроугарској ратној морнарици. Са авијацијом се упознао још током 1911. и 1912. за време службовања у Пули, где је летео хидроавионом конструкције инж. J. Микла. Када се крајем 1914. указала повољна прилика, пријавио се на курс пилотаже који је завршио за свега 15 дана. Све до краја 1915. летео је према Италијанима на северном Јадрану, када је постављен за команданта свих хидробаза АУ на сектору од Шибеника до Албанске границе. Команду је у седишту сектора у Кумбору, у Боки которској, преузео 16. јануара 1916. године. На том положају остао је до краја рата. Управљајући извиђачким хидроавионом Лонер капетан корвете Димитрије Коњовић и подофицир Валтер Железни су 15. септембра 1916. године у близини Бококоторскиг залива открили француску подморницу Фуко (фр. Foucault (Q70)) и напали је бомбама. У том нападу подморница је била оштећена заронила је али је морала поново да изрони. Пошто је посада напустила подморницу она је потонула. Коњовић и Железни су слетели на површину мора узели два официра и превезли у поморску базу у Боки Которској а један аустроугарски торпедни чамац је спасао осталих 26 морнара. Било је то прво потапање подморнице из ваздуха забележено у историји ваздухопловства.
Због овог догађаја, Влада Републике Француске, 14. фебруара 1968. одликовала га је почасном дипломом за храброст, хуманост и милосрђе у борбама на мору током Првог светског рата.
Након рата, као капетан фрегате, Коњовић је 1918. године сачекао победничке јединице војске Краљевине Србије и предао им флоту и укупан војни ефектив аустроугарске војске у Кумбору, у Боки которској. Убрзо по ступању у службу Војске Краљевине СХС, прешао је у речну ратну флотилу у Нови Сад где је био активан и постављен за првог шефа одсека за Поморско Ваздухопловство у Министарству војске и морнарице и ту је службовао до 1923. године. Да би након завршетка службе у војсци Краљевине Срба Хрвата и Словенаца почео стварање Икаруса – једне од првих југословенских и балканских фабрика аероплана, чији је директор и један од главних акционара био скоро 20 година.
Почетком Другог светског рата, одмах по доласку немачких окупационих снага у Србију, Димитрије Коњовић је ухапшен и затворен у Логор на Бањици, одакле је касније пуштен, те је рат провео на имању поред Београда. По ослобођењу, организовао је обнову рада фабрике и обављао је функцију њеног директора, иако су нове власти поставиле свог управника. Већ 1946. године био је принуђен да са осталим акционарима преда акције држави, а онда је без икаквог основа осуђен за наводну „привредну сарадњу са окупатором”. Пошто су му пресудом биле конфисковане и лична имовина и акције у Икарусу, Коњовић се 1947. са породицом преселио у Бешку, где се бавио пољопривредом. Као пензионер, у Београд се вратио 1961, где је живео све до смрти 1982. године.
Из два брака имао је четворо деце.